# Campeonato Mundial de Esqui Estilo Livre de 2017 - Slopestyle masculino
A prova do slopestyle masculino do Campeonato Mundial de Esqui Estilo Livre de 2017 foi disputada entre os dias 18 e 19 de março em Serra Nevada,na Espanha.  Participaram 56 esquiadores de 26 nacionalidades.

## Medalhistas
| Ouro                 | Prata               | Bronze            |
| McRae Williams (USA) | Gus Kenworthy (USA) | James Woods (GBR) |

## Resultados

### Qualificação
56 esquiadores participaram do processo qualificatório. Os 6 melhores de cada bateria avançam para a final, os demais disputam a semifinal. 
Bateria 1
| Pos. | Bib | Esquiador             | Nacionalidade  | Pontos | Notas |
| ---- | --- | --------------------- | -------------- | ------ | ----- |
| 1    | 1   | McRae Williams        | Estados Unidos | 94.00  | Q     |
| 2    | 4   | Jesper Tjäder         | Suécia         | 93.00  | Q     |
| 3    | 16  | Alexander Hall        | Estados Unidos | 92.66  | Q     |
| 4    | 13  | Evan McEachran        | Canadá         | 91.00  | Q     |
| 5    | 9   | Antoine Adelisse      | França         | 89.33  | Q     |
| 6    | 8   | Russell Henshaw       | Austrália      | 88.33  | Q     |
| 7    | 29  | Aleksi Patja          | Finlândia      | 83.66  | SF    |
| 8    | 21  | Oliwer Magnusson      | Suécia         | 79.00  | SF    |
| 9    | 28  | Tyler Harding         | Grã-Bretanha   | 66.66  | SF    |
| 10   | 46  | Haugaard Thomas Trads | Dinamarca      | 53.00  | SF    |
| 11   | 51  | Cal Sandieson         | Grã-Bretanha   | 47.33  | SF    |
| 12   | 50  | John Brown            | Irlanda        | 46.33  | SF    |
| 13   | 12  | Joona Kangas          | Finlândia      | 46.00  | SF    |
| 14   | 37  | Fabian Kettner        | Áustria        | 42.00  | SF    |
| 15   | 45  | Ryley Lucas           | Austrália      | 40.00  | SF    |
| 16   | 20  | Henrik Harlaut        | Suécia         | 36.33  | SF    |
| 17   | 5   | Teal Harle            | Canadá         | 30.66  | SF    |
| 18   | 34  | Lukas Müllauer        | Áustria        | 30.33  | SF    |
| 19   | 32  | Michael Rowlands      | Grã-Bretanha   | 13.00  | SF    |
| 20   | 47  | Andre Hamm            | Costa Rica     | 12.66  | SF    |
| 21   | 17  | Øystein Bråten        | Noruega        | 10.66  | SF    |
| 22   | 56  | Victor White          | Barbados       | 10.00  | SF    |
| 23   | 48  | Igor Lastei           | Itália         | 8.66   | SF    |
| 24   | 25  | Mees Van Lierop       | Países Baixos  | 8.00   | SF    |
| 25   | 42  | Denis Nekrasov        | Rússia         | 8.00   | SF    |
| 26   | 60  | Nahuel Medrano        | Argentina      | 4.66   | SF    |
| 27   | 24  | Joss Christensen      | Estados Unidos | 4.33   | SF    |
| 28   | 36  | Luke Hughes           | Nova Zelândia  | 3.66   | SF    |

Bateria 2
| Pos. | Bib | Esquiador                 | Nacionalidade  | Pontos | Notas |
| ---- | --- | ------------------------- | -------------- | ------ | ----- |
| 1    | 14  | Alex Beaulieu-Marchand    | Canadá         | 94.66  | Q     |
| 2    | 19  | Christian Nummedal        | Noruega        | 91.00  | Q     |
| 3    | 2   | Andri Ragettli            | Suíça          | 87.66  | Q     |
| 4    | 7   | James Woods               | Grã-Bretanha   | 86.00  | Q     |
| 5    | 35  | Birk Ruud                 | Noruega        | 84.33  | Q     |
| 6    | 6   | Alex Bellemare            | Canadá         | 79.66  | Q     |
| 7    | 41  | Carlos Aguareles Loan     | Andorra        | 78.33  | SF    |
| 8    | 30  | Ralph Welponer            | Itália         | 75.33  | SF    |
| 9    | 40  | Luca Tribondeau           | Áustria        | 72.33  | SF    |
| 10   | 27  | Benoit Buratti            | França         | 70.00  | SF    |
| 11   | 33  | Viktor Moosmann           | Áustria        | 65.00  | SF    |
| 12   | 18  | Robby Franco              | México         | 62.66  | SF    |
| 13   | 26  | Luca Schuler              | Suíça          | 59.66  | SF    |
| 14   | 43  | Robin Holub               | Chéquia        | 41.33  | SF    |
| 15   | 11  | Felix Stridsberg-Usterud  | Noruega        | 39.66  | SF    |
| 16   | 53  | Lee Kang-Bok              | Coreia do Sul  | 38.00  | SF    |
| 17   | 10  | Finn Bilous               | Nova Zelândia  | 24.66  | SF    |
| 18   | 22  | Jackson Wells             | Nova Zelândia  | 19.33  | SF    |
| 19   | 38  | Florian Preuss            | Alemanha       | 14.00  | SF    |
| 20   | 54  | Javier Lliso              | Espanha        | 13.33  | SF    |
| 21   | 23  | Emil Granbom              | Suécia         | 10.33  | SF    |
| 22   | 49  | Rasmus Dalberg Joergensen | Dinamarca      | 8.33   | SF    |
| 23   | 15  | Gus Kenworthy             | Estados Unidos | 6.00   | SF    |
| 24   | 3   | Colin Wili                | Suíça          | 4.33   | SF    |
|      | 31  | Eetu Rintamaa             | Finlândia      | DNS    |       |
|      | 39  | Elias Ambuehl             | Suíça          | DNS    |       |
|      | 52  | Simon Bartik              | Chéquia        | DNS    |       |
|      | 55  | Maj Stirn                 | Eslovênia      | DNS    |       |

### Semifinal
A seguir estão os resultados da semifinal. Os 4 melhores se classificam para a final. 
| Pos. | Bib | Esquiador                 | Nacionalidade  | Pontos | Notas |
| ---- | --- | ------------------------- | -------------- | ------ | ----- |
| 1    | 5   | Teal Harle                | Canadá         | 88.80  | Q     |
| 2    | 15  | Gus Kenworthy             | Estados Unidos | 84.20  | Q     |
| 3    | 20  | Henrik Harlaut            | Suécia         | 83.40  | Q     |
| 4    | 10  | Finn Bilous               | Nova Zelândia  | 80.40  | Q     |
| 5    | 21  | Oliwer Magnusson          | Suécia         | 79.20  |       |
| 6    | 18  | Robby Franco              | México         | 78.00  |       |
| 7    | 28  | Tyler Harding             | Grã-Bretanha   | 75.80  |       |
| 8    | 22  | Jackson Wells             | Nova Zelândia  | 71.80  |       |
| 9    | 40  | Luca Tribondeau           | Áustria        | 68.80  |       |
| 10   | 30  | Ralph Welponer            | Itália         | 67.40  |       |
| 11   | 42  | Denis Nekrasov            | Rússia         | 64.20  |       |
| 12   | 3   | Colin Wili                | Suíça          | 63.00  |       |
| 13   | 38  | Florian Preuss            | Alemanha       | 58.20  |       |
| 14   | 43  | Robin Holub               | Chéquia        | 57.00  |       |
| 15   | 49  | Rasmus Dalberg Joergensen | Dinamarca      | 54.80  |       |
| 16   | 46  | Haugaard Thomas Trads     | Dinamarca      | 50.20  |       |
| 17   | 50  | John Brown                | Irlanda        | 47.60  |       |
| 18   | 12  | Joona Kangas              | Finlândia      | 45.60  |       |
| 19   | 23  | Emil Granbom              | Suécia         | 41.80  |       |
| 20   | 37  | Fabian Kettner            | Áustria        | 39.80  |       |
| 21   | 33  | Viktor Moosmann           | Áustria        | 38.00  |       |
| 22   | 34  | Lukas Müllauer            | Áustria        | 34.80  |       |
| 23   | 56  | Victor White              | Barbados       | 32.80  |       |
| 24   | 24  | Joss Christensen          | Estados Unidos | 29.60  |       |
| 25   | 36  | Luke Hughes               | Nova Zelândia  | 26.00  |       |
| 26   | 45  | Ryley Lucas               | Austrália      | 25.60  |       |
| 27   | 60  | Nahuel Medrano            | Argentina      | 23.40  |       |
| 28   | 41  | Carlos Aguareles Loan     | Andorra        | 16.60  |       |
| 29   | 29  | Aleksi Patja              | Finlândia      | 16.20  |       |
| 30   | 27  | Benoit Buratti            | França         | 5.80   |       |
| 31   | 47  | Andre Hamm                | Costa Rica     | 5.00   |       |
| 32   | 48  | Igor Lastei               | Itália         | 4.60   |       |
| 33   | 54  | Javier Lliso              | Espanha        | 4.40   |       |
|      | 26  | Luca Schuler              | Suíça          | DNS    |       |
|      | 51  | Cal Sandieson             | Grã-Bretanha   | DNS    |       |
|      | 11  | Felix Stridsberg-Usterud  | Noruega        | DNS    |       |
|      | 53  | Lee Kang-Bok              | Coreia do Sul  | DNS    |       |
|      | 32  | Michael Rowlands          | Grã-Bretanha   | DNS    |       |
|      | 17  | Øystein Bråten            | Noruega        | DNS    |       |
|      | 25  | Mees Van Lierop           | Países Baixos  | DNS    |       |

### Final
Os 16 esquiadores disputaram no dia 18 de março a final da prova.
| Pos.              | Bib | Esquiador              | Nacionalidade  | Pontos |
| ----------------- | --- | ---------------------- | -------------- | ------ |
| Medalha de ouro   | 1   | McRae Williams         | Estados Unidos | 93.80  |
| Medalha de prata  | 15  | Gus Kenworthy          | Estados Unidos | 91.80  |
| Medalha de bronze | 7   | James Woods            | Grã-Bretanha   | 90.40  |
| 4                 | 20  | Henrik Harlaut         | Suécia         | 87.80  |
| 5                 | 9   | Antoine Adelisse       | França         | 86.80  |
| 6                 | 2   | Andri Ragettli         | Suíça          | 85.40  |
| 7                 | 6   | Alex Bellemare         | Canadá         | 83.60  |
| 8                 | 8   | Russell Henshaw        | Austrália      | 81.80  |
| 9                 | 16  | Alexander Hall         | Estados Unidos | 81.20  |
| 10                | 10  | Finn Bilous            | Nova Zelândia  | 80.40  |
| 11                | 14  | Alex Beaulieu-Marchand | Canadá         | 78.00  |
| 12                | 4   | Jesper Tjäder          | Suécia         | 71.60  |
| 13                | 5   | Teal Harle             | Canadá         | 63.20  |
| 14                | 13  | Evan McEachran         | Canadá         | 55.20  |
| 15                | 35  | Birk Ruud              | Noruega        | 42.80  |
| 16                | 19  | Christian Nummedal     | Noruega        | 39.80  |

Legenda
| Recorde mundial       | Recorde mundial (World record)               |                       | Recorde africano                      | Recorde africano (African) |                                           | Q | Classificado por posição (Qualified) |
| Recorde do campeonato | Recorde do campeonato (Championship record)  | Recorde da América    | Recorde da América (Americas)         | q                          | Classificado por melhor tempo (Qualified) |   |                                      |
| Melhor marca do ano   | Melhor marca do ano (World leading)          | Recorde asiático      | Recorde asiático (Asian)              | DNS                        | Não largou (Did not start)                |   |                                      |
| Recorde nacional      | Recorde nacional (National record)           | Recorde europeu       | Recorde europeu (European)            | DNF                        | Não terminou (Did not finish)             |   |                                      |
| Recorde pessoal       | Recorde pessoal do atleta (Personal best)    | Recorde da Oceania    | Recorde da Oceania (Oceania)          | DSQ / DQ                   | Desclassificado (Disqualified)            |   |                                      |
| Recorde da temporada  | Recorde da temporada do atleta (Season best) | Recorde sul-americano | Recorde sul-americano (South America) | NM                         | Sem marca (No mark)                       |   |                                      |